# Omphalea frondosa
Omphalea frondosa är en törelväxtart som beskrevs av Antoine Laurent de Jussieu och Henri Ernest Baillon. Omphalea frondosa ingår i släktet Omphalea och familjen törelväxter.
Artens utbredningsområde är Jamaica. Inga underarter finns listade i Catalogue of Life.